# Reginald Watson-Jones
Reginald Watson-Jones (* 4. März 1902 in Brighton, Sussex; † 9. August 1972) war ein  englischer Chirurg. Er setzte Standards in der Frakturbehandlung und war in der Mitte des 20. Jahrhunderts ein angesehener und einflussreicher Chirurg in Großbritannien. 

## Leben
Als Lehrersohn wuchs Reginald Jones in Liverpool auf, wo er nach einer Typhuserkrankung bis 1926 Medizin studierte. In London stieß er auf Robert Jones, der seine Begabung erkannte und seine (unbezahlte) Anstellung bei der Royal Liverpool Infirmary bewirkte. Der Orthopädie wandte er sich zu, nachdem ihm ein Hämangiom am Bein  reseziert worden war. Mit 24 Jahren war er zu jung, um Fellow des Royal College of Surgeons of England zu werden; er musste ein Jahr warten.  Um von seinem Mentor und den vielen gleichnamigen Kollegen unterschieden werden zu können, stellte Jones in den frühen 1930er Jahren Watson, den Geburtsnamen seiner Mutter, zu seinem Namen. 

### Oswestry
Ende der 1920er Jahre, noch keine 30 Jahre alt, wurde er Orthopaedic Consultant am Shropshire Hospital in Oswestry, an dem er 40 Jahre blieb. 1930 veröffentlichte er im (amerikanischen) Journal of Bone and Joint Surgery die erste Wissenschaftliche Publikationen. Es wurden mindestens drei pro Jahr. Berühmt wurde er mit seinen Instructional course lectures on fractures, die 1939 in Buchform erschienen. „Konzise und nicht-akademisch“ geschrieben, galt „die Bibel“ über Jahrzehnte als Standardwerk der konservativen Frakturbehandlung – nicht zuletzt bei den Chirurgen der Streitkräfte des Vereinigten Königreichs. Sie wurde in  Spanisch,  Portugiesisch,  Polnisch,  Deutsch und  Französisch übersetzt.

### Royal Air Force
Nach diesem Buch zum (zivilen) Consultant Orthopaedist der Royal Air Force ernannt, wurde Watson-Jones im  Zweiten Weltkrieg zu einer Schlüsselfigur der Kriegschirurgie. Er gewann Henry Osmond-Clarke für den Eintritt in die RAF und nutzte seinen „politischen“ Einfluss beim Air Ministry. Im ganzen  Vereinigten Königreich richtete er 10 Lazarette für verwundete Soldaten ein; für die 100 bis 150 Betten waren 2 oder 3 Chirurgen zuständig. Zugleich systematisierte er die Rehabilitation. Das Netz war so wirksam, dass 77 % der Soldaten wieder voll eingesetzt und nur 4,8 % invalidisiert und entlassen wurden. Watson-Jones ist der Headley Court in Surrey zu verdanken, der noch heute der Rehabilitation von  kriegsversehrten Soldaten dient.
1942 wurde er gebeten, eine Abteilung für Orthopädie und Unfallchirurgie am Royal London Hospital einzurichten. Zu ihr waren alle Verletzungen des Bewegungsapparats zu bringen.
Für seine Verdienste bei der RAF nobilitierte ihn Georg VI. 1945. Von 1946 bis 1952 war er Orthopäde für George VI., danach für die  Queen Mother.

### JBJS
Der enorme Erfahrungszuwachs in der  Unfall- und Kriegschirurgie bewog Sir Reginald 1947, einen britischen Ableger von The Journal of Bone & Joint Surgery ins Werk zu setzen. Im Februar 1948 erschien die erste britische Ausgabe der heute wie damals weltweit führenden Fachzeitschrift für Knochen- und Gelenkchirurgie. Bis zu seinem Tod, über 24 Jahre, war Watson-Jones der legendäre Herausgeber. Sein Nachfolger war Alan Graham Apley.
Wie Lorenz Böhler öffnete Watson-Jones sich der operativen Frakturbehandlung und Marknagelung nur sehr zögerlich. Gerhard Küntschers Femurnagel bei einem britischen Piloten hielt er zunächst für eine „experimentation“ und einen Verstoß gegen die Genfer Konvention.

„The cause of nonunion of fractures is inadequate immobilization and nonunion of fractures is due to failure of surgeons much more than the failure of osteoblasts.“

### Black Prince
Wegen seiner Augenfarbe „Black Prince“ genannt, hatte Watson-Jones 1930 seine Frau Muriel geheiratet. Mit ihr hatte er zwei Kinder adoptiert. Als er 1971 wieder geheiratet hatte, trat eine Leukämie zutage. Im folgenden Jahr starb er an einem Schlaganfall.

## Ehrenämter
- Präsident der British Orthopaedic Association
- Präsident der Orthopädischen Sektion der Royal Society of Medicine
- Vizepräsident des Royal College of Surgeons of England